# Biduanda cinesoides
Biduanda cinesoides är en fjärilsart som beskrevs av De Nicéville 1889. Biduanda cinesoides ingår i släktet Biduanda och familjen juvelvingar. Inga underarter finns listade i Catalogue of Life.